# Vallamand
Vallamand (toponimo francese) è una frazione di 389 abitanti del comune svizzero di Vully-les-Lacs, nel Canton Vaud (distretto della Broye-Vully).

## Geografia fisica
Vallamand si affaccia sul lago di Murten.

## Storia

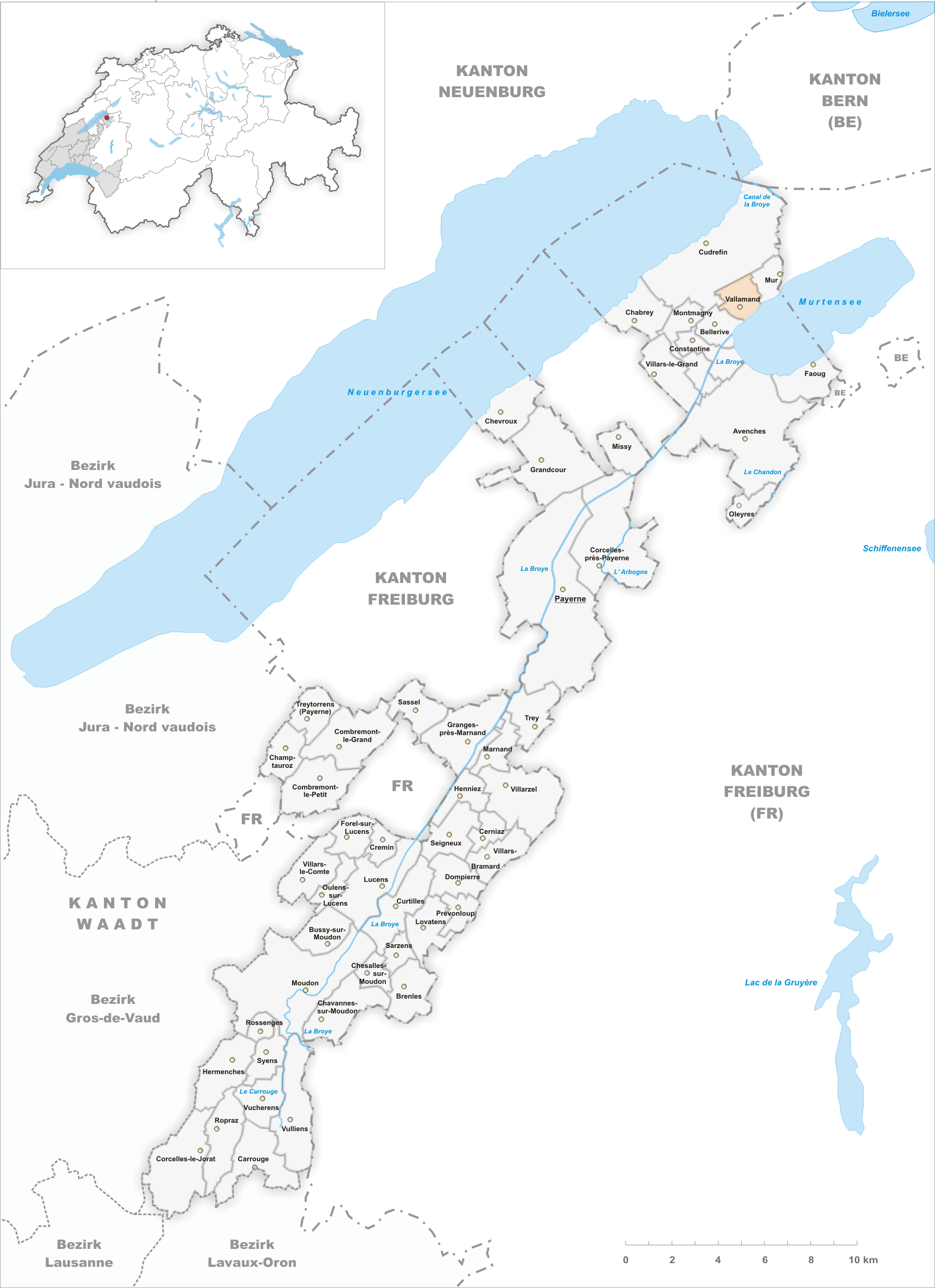
Il territorio del comune di Vallamand prima degli accorpamenti comunali del 2011

Già comune autonomo che si estendeva per 2,36 km², nel 2011 è stato accorpato agli altri comuni soppressi di Bellerive, Chabrey, Constantine, Montmagny, Mur e Villars-le-Grand per formare il nuovo comune di Vully-les-Lacs.

### Simboli
Lo stemma è stato disegnato nel 1915. L'uva rappresenta la viticultura, attività predominante nella 
zona del lago Murten. La "V" maiuscola è l'iniziale del nome del paese.

## Monumenti e luoghi d'interesse
- Cappella, eretta nel 1899[1].

## Società

### Evoluzione demografica
L'evoluzione demografica è riportata nella seguente tabella:
Abitanti censiti

## Amministrazione
Ogni famiglia originaria del luogo fa parte del cosiddetto comune patriziale e ha la responsabilità della manutenzione di ogni bene ricadente all'interno dei confini della frazione.